# Mie Uehara
Mie Uehara (Japans: 上原 三枝) (Suwa, 1 juli 1971) is een schaatsster uit Japan. Ze vertegenwoordigde haar vaderland op de Olympische Winterspelen 1992 in Albertville en de Olympische Winterspelen 1998 in Nagano.

## Resultaten

### Olympische Winterspelen
| Jaar | Plaats      | Resultaten                       |
| ---- | ----------- | -------------------------------- |
| 1992 | Albertville | 11e 1500 m 17e 3000 m 14e 5000 m |
| 1998 | Nagano      | 21e 1500 m 14e 3000 m 11e 5000 m |

### Wereldkampioenschappen
| Jaar                         | Plaats             | Resultaten                                   |
| ---------------------------- | ------------------ | -------------------------------------------- |
| 1991 Allround                | Hamar              | 17e Allround                                 |
| 1992 Allround                | Heerenveen         | 23e Allround                                 |
| 1993 Allround                | Berlijn            | 5e Allround                                  |
| 1994 Allround                | Butte              | 6e Allround                                  |
| 1995 Allround                | Savalen            | 6e Allround                                  |
| 1996 Allround 1996 Afstanden | Inzell Hamar       | Allround · 4e 1500 m · 5e 3000 m · 5e 5000 m |
| 1997 Allround 1997 Afstanden | Nagano Warschau    | 8e Allround 10e 1500 m 9e 3000 m 7e 5000 m   |
| 1998 Allround 1998 Afstanden | Heerenveen Calgary | 15e Allround 17e 1500 m 12e 3000 m 7e 5000 m |

### Wereldbeker
| Seizoen   | 1500 m | 3000 m & 5000 m |
| --------- | ------ | --------------- |
| 1990/1991 | 23e    | 30e             |
| 1991/1992 | 20e    | 18e             |
| 1992/1993 | 12e    | 8e              |
| 1993/1994 | 26e    | 25e             |
| 1994/1995 | 4e     | 6e              |
| 1995/1996 | Zilver | Brons           |
| 1996/1997 | 8e     | 9e              |
| 1997/1998 | 14e    | 11e             |

#### Wereldbeker medailles
| Datum            | Plaats          | Afstand | Medaille |
| ---------------- | --------------- | ------- | -------- |
| 24 november 1995 | Berlijn         | 1500 m  | Zilver   |
| 26 november 1995 | Berlijn         | 3000 m  | Brons    |
| 2 december 1995  | Heerenveen      | 3000 m  | Brons    |
| 9 december 1995  | Oslo            | 3000 m  | Zilver   |
| 10 december 1995 | Oslo            | 1500 m  | Zilver   |
| 27 januari 1996  | Baselga di Pinè | 1500 m  | Zilver   |
| 24 februari 1996 | Milwaukee       | 3000 m  | Zilver   |
| 1 maart 1996     | Calgary         | 1500 m  | Zilver   |
| 2 maart 1996     | Calgary         | 3000 m  | Brons    |
| 3 maart 1996     | Calgary         | 5000 m  | Goud     |

### Japanse kampioenschappen
| Jaar | Sprint | Allround |
| ---- | ------ | -------- |
| 1997 | -      | Goud     |
| 1998 | 7e     | Goud     |

## Persoonlijke records
| Afstand    | Tijd    | Datum            | Baan    |
| ---------- | ------- | ---------------- | ------- |
| 500 meter  | 40,75   | 22 december 1997 | Nagano  |
| 1000 meter | 1.21,00 | 21 december 1997 | Nagano  |
| 1500 meter | 2.01,92 | 1 maart 1996     | Calgary |
| 3000 meter | 4.14,32 | 27 maart 1998    | Calgary |
| 5000 meter | 7.18,63 | 3 maart 1996     | Calgary |